# Röszke
Röszke – wieś i gmina położona w południowej części Węgier, w powiecie Segedyn, wchodzącego w skład komitatu Csongrád. Miejscowość znajduje się tuż przy granicy Węgier z Serbią.